# Trotski y la Primera Guerra Mundial

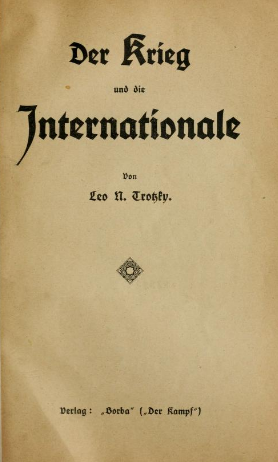
Panfleto «La guerra y la Internacional» (Trotski, 1914)

León Trotski y la Primera Guerra Mundial fue un período en la vida de León Trotski, asociado con la Primera Guerra Mundial. En agosto de 1914, después del estallido de las hostilidades, Trotski y su familia huyeron de Viena a Zúrich, temiendo ser internados por las autoridades austro-húngaras. En Suiza, Trotski escribió su panfleto "La guerra y la Internacional", en el que criticaba a los socialdemócratas de Europa occidental por apoyar a sus gobiernos en sus esfuerzos bélicos; también formuló el lema de los "Estados Unidos de Europa". Después de Zúrich, el revolucionario se mudó a París, donde se convirtió en corresponsal militar de un periódico ruso "Kíevskaya mysl" (en ruso: Киевская мысль; "Pensamiento kievita") y creó otro periódico - "Nashe slovo" (en ruso: Наше слово. En sus artículos, Trotski repetidamente habló por el cese de la guerra con el posterior inicio de la revolución socialista.
En septiembre de 1915, Trotski, acompañado por Vladímir Lenin y Yuli Mártov, participó en la Conferencia de Zimmerwald. Habiendo presentado repetidamente su posición política antibélica, Trotski se convirtió en "un elemento extremadamente indeseable" desde la perspectiva de las autoridades francesas, por lo que fue deportado por la fuerza a España. Durante la Primera Guerra Mundial, Trotski rompió sus conexiones políticas con el "Bloque de Agosto" y "dio su primer y decisivo paso por el camino que finalmente lo conduciría al partido bolchevique". A partir de 1914, contra la posición de la mayoría, el revolucionario predijo que la lucha de la nueva guerra sería prolongada y sangrienta. Después de la Revolución de octubre de 1917, la experiencia adquirida por Trotski como corresponsal militar se convirtió en la base de sus actividades como Comisario del Pueblo para Asuntos Militares y Navales.

## Libros
- Thatcher I. D. Leon Trotsky and World War One: August 1914 — February 1917. — Springer, 2000. — 262 p. — ISBN 9781403913968. [en inglés]
  - Geifman A. Review of Leon Trotsky and World War One: August 1914—February 1917 // The American Historical Review. — 2001. — Vol. 106, iss. 4. — P. 1500–1501. — DOI:10.2307/2693153.
  - McKean R. B. Review of Leon Trotsky and World War One: August 1914—February 1917 // The English Historical Review. — 2002. — Vol. 117, iss. 472. — P. 742–743.
  - Williams B. Review of Leon Trotsky and World War One: August 1914—February 1917 // The Russian Review. — 2001. — Vol. 60, iss. 3. — P. 445—446.
- Erickson J. Trotsky and the Red Army // The Purnell History of the First World War — Vol. 6, No. 9. — P. 2482—2489.
- Gankin O. H., Fisher H. H. The Bolsheviks and the World War: The Origin of the Third International. — Stanford University Press, 1940. — 856 p. — (Hoover Library on War, Revolution, and Peace, Vol. 15). — ISBN 9780804703451. — ISBN 0804703450. [en inglés]
- Rosmer A. Trotsky in Paris During World War One // New International. — 1950. — September—October. — P. 263—278. [en inglés]
- Фельштинский Ю., Чернявский Г. В годы мировой войны // Лев Троцкий. Книга 1. Революционер. 1879—1917 гг. — М.: Центрполиграф, 2012. — 448 с. — ISBN 978-5-227-03783-1. — ISBN 5457227391. — ISBN 9785457227392. [en ruso]
- Киршин Ю. Я. Лев Троцкий — военный теоретик. — Клинцы: Изд-во Клинц. гор. тип., 2003. — 335 с. — ISBN 5-88898-185-0. [en ruso]
- Donnert E. Die Stellung der russischen Sozialdemokratie zum 1. Weltkrieg // East European Quarterly. — Boulder, 1990. — Sommer (Bd. 24, H. 2). — S. 151. [en alemán]
- Brahm H. Trotzkis journalistische Lehr- und Wanderjahre // Österreichische Osthefte. — Peter Lang GmbH, 2001. — Bd. 43, Nr. 3. — S. 297—310. — ISSN 0029-9375. [en alemán]

- Datos: Q38494674